# Сазерленд, Уильям, 18-й граф Сазерленд
Уильям Сазерленд, 18-й граф Сазерленд (англ. William Sutherland, 18th Earl of Sutherland; 28 мая 1735 — 16 июня 1766) — шотландский пэр.

## Происхождение и образование
Родился 28 мая 1735 года. Единственный сын Уильяма Сазерленда, 17-го графа Сазерленда (1708—1750), и его жены, леди Элизабет Уэмисс (? — 1747), дочери Дэвида Уэмисса, 3-го графа Уэмисса. Он получил образование в Винчестерском колледже, школе Харроу (Лондон) и Геттингемском университете (Германия).

## Биография
7 декабря 1750 года после смерти своего отца 15-летний Уильям Сазерленд унаследовал титул 18-го графа Сазеррленда (Пэрство Шотландии).
В 1755 году он получил чин капитана 58-го (56-го) пехотного полка, он также получил звание лейтенанта Королевского шотландского полка. В 1759 году ему был пожалован чин подполковника. В том же 1759 году лорд Сазерленд сформировал полк, изначально называвшийся «Сазерлендские фехтовальщики», из своего собственного клана Сазерленд, чтобы противостоять угрозе вторжения из Франции.
Шотландский пэр-представитель в Палате лордов Великобритании (1763—1766), адъютант короля короля Георга III (1763—1766).

## Личная жизнь

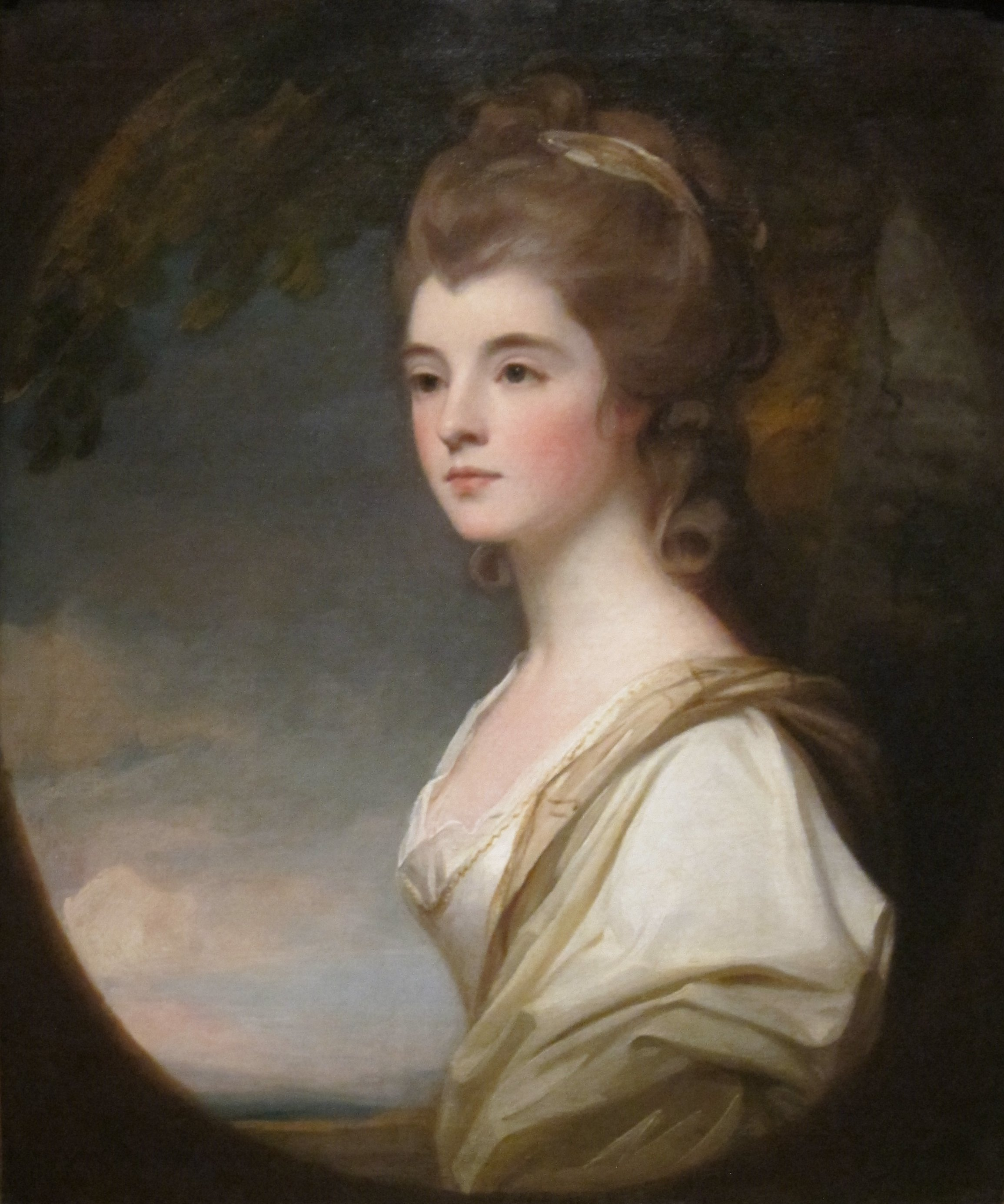
Элизабет Сазерленд, 19-я графиня Сазерленд, портрет Джорджа Ромни

14 апреля 1761 года в Эдинбурге лорд Сазерленд женился на 16-летней Мэри Максвелл (1745 — 1 июня 1766), дочери Уильяма Максвелла (1711—1760) и его жены Элизабет Хейрстерс (которая повторно вышла замуж за Чарльза Эрскина, лорда Тинвальда, он же лорд Альва).
Пара присутствовала на коронации Георга III в Лондоне 22 сентября 1761 года, и все отметили красоту его жены .
У лорда и леди Сазерленд было двое дочерей:
- Леди Кэтрин Сазерленд (24 мая 1764 — 3 января 1766)
- Элизабет Сазерленд, 19-я графиня Сазерленд (24 мая 1765 — 29 января 1839), жена с 1785 года Джордж Левесон-Гоуэра, 1-го герцога Сазерленда.

Уильям сильно заболел и отправился в Бат, чтобы выздороветь. Графиня навещала его там в течение 21 дня. Она подхватила ту же лихорадку и умерла 1 июня 1766 года. Ему не сообщили о ее смерти. Он умер от злокачественной лихорадки несколько дней спустя, 16 июня 1766 года. Он, казалось, знал, что его жена умерла, и его последними словами были: «Я собираюсь присоединиться к своей дорогой жене».
Супруги были похоронены вместе на одной церемонии на семейном участке в Холирудском аббатстве в Эдинбурге 9 августа 1766 года.

## Интересный факт
Пара кремневых пистолетов, подаренных лордом Сазерлендом капитану Джеймсу Сазерленду в 1763 году, когда он был командиром 56-го пехотного полка, была продана в 2021 году за 44 000 фунтов стерлингов.